# كوبارو
كوبارو (بالإيطالية: Copparo)‏ هي بلدية في مقاطعة فيرارا في إقليم إميليا رومانيا الإيطالي.

## السكان
في سنة 1861 بلغ عدد السكان 10٬905 نسمة، وتطور العدد ليصل في سنة 2011 لـ 17٬017 نسمة.
يظهر هذا المخطط البياني تطور النمو السكاني لـ كوبارو